# Agnosphitys
Agnosphitys là một chi khủng long, được Fraser Padian Walkden & Davis mô tả khoa học năm 2002.